# Фетешти (Вранча)
Фетешти (рум. Fetești) насеље је у Румунији у округу Вранча у општини Кампури. Oпштина се налази на надморској висини од 408 m.

## Становништво
Према подацима из 2002. године у насељу је живело 617 становника, од којих су сви румунске националности.